# Susegana
Susegana (velenceiül Suzegana) település Olaszországban, Veneto régióban, Treviso megyében. Lakosainak száma 11 792 fő (2023. január 1.). Susegana Conegliano, Nervesa della Battaglia, Pieve di Soligo, Refrontolo, San Pietro di Feletto, Santa Lucia di Piave, Sernaglia della Battaglia és Spresiano községekkel határos.

## Népesség
A település népességének változása:
| Lakosok száma | 11 858 | 11 831 | 11 792 |
|               | 2017   | 2018   | 2023   |